# 香川県立高松工芸高等学校
香川県立高松工芸高等学校（かがわけんりつ たかまつこうげいこうとうがっこう）は、香川県高松市番町二丁目に所在する公立の高等学校。1898年、伝統美術である讃岐漆器（香川漆器）の伝承などを目的として、納富介次郎によって設立された。1938年、精密機械科・応用化学科の工業系学科が設置され、工業高校の側面も有するようになる。

## 設置学科
全日制課程
- 機械科（工業に関する学科）
- 電気科（工業に関する学科）
- 工業化学科（工業に関する学科）
- 建築科（工業に関する学科）
- デザイン科（工業に関する学科）
- 工芸科（工業に関する学科）
- 美術科（美術に関する学科）

定時制課程
- 機械科（工業に関する学科）
- 建築科（工業に関する学科）
- インテリア科（工業に関する学科）

## 沿革
- 1898年（明治31年）2月 - 香川県工芸学校として創立。八番丁に仮校舎設置。
- 1900年（明治33年） - 八番丁に校舎新築。
- 1901年（明治34年）5月 - 香川県立工芸学校と改称。
- 1914年（大正3年） - 西浜新町（現・香川大学幸町北キャンパスの北東部分）へ移転。
- 1938年（昭和13年）4月 - 建築科と木工科の家具分科を廃し、精密機械科、応用化学科を新設する。
- 1943年（昭和18年）4月 - 香川県立高松工業学校と改称。航空機科を新設。金工科を金属工芸科、漆工科を塗装工芸科、木工科を木材工芸科、精密機械科を機械科、応用化学科を工業化学科に改める。
- 1946年（昭和21年）4月 - 香川県立高松工芸学校と改称。航空機科を廃し、建築科と木材工芸科の家具分科を再設。修業年限5か年。
- 1948年（昭和23年）4月 - 学制改革により香川県立工芸高等学校となる。金属工芸科、塗装工芸科、木材工芸科、機械科、工業化学科、建築科の6科となる。修業年限3か年。
- 1949年（昭和24年）4月 - 香川県立高松工芸高等学校と改称。
- 1951年（昭和26年）10月 - 12月 - 幸町から番町二丁目の旧制高松中跡地（現在地）に移転。
- 1952年（昭和27年）4月 - 定時制課程に機械科を新設。
- 2003年（平成15年）4月 - 金属工芸科、漆芸科、インテリア科の募集を停止し、3科を統合し工芸科を新設。
- 2006年（平成18年）4月 - 電子機械科の募集を停止し、機械科と電子機械科を統合。機械コースおよび電子機械コースを設置。

## 部活動
男子バレーボール部・ボクシング部・水泳部（競泳・飛込）・自転車競技部は全国大会の常連である。

### 運動部
- 野球
- 陸上
  - 全国高等学校駅伝競走大会：男子出場7回、女子出場1回
- バレーボール
  - 全国高等学校バレーボール選抜優勝大会：男子出場17回
  - 全国高校総体バレーボール：男子出場14回
  - 全日本バレーボール高等学校選手権大会：男子出場15回（うち2009年までの13回はインターハイと重複）
  - 天皇杯・皇后杯全日本バレーボール選手権大会ファイナルラウンド：男子出場1回
- 水泳
  - インターハイ・国体・JOCジュニアオリンピックカップ優勝、競泳・飛込で日本代表も複数名輩出
- ボクシング
  - インターハイ・全国選抜大会・全国マスボクシング選手権優勝
- バスケットボール
- サッカー
- 卓球
- 弓道
- ハンドボール
- テニス
- ヨット
- バドミントン
- 自転車競技

### 文化部
- 理科
- 吹奏楽
  - 2015年全国高等学校総合文化祭出場
- 写真
- 新聞
- 放送
- インターアクト
- 絵画
- 茶華道
- ギター
- 演劇
  - 2011年全国高等学校総合文化祭出場
- ロボット
  - 第2回全日本ロボットアメリカンフットボール大会優勝
- 漫画

### 同好会
- 英会話
- 環境研究

## イベント
- 工芸展

## 著名な出身者
芸術
- 磯井如真（漆芸家・人間国宝）
- 広島晃甫（日本画家）
- 野生司香雪（仏画家）
- 木村忠太（洋画家）※中退
- 山下菊二（洋画家）
- 永井吐無（洋画家）
- 藤川勇造（彫刻家）
- 川島猛（現代美術）
- 野口哲哉（現代美術）
- サカグチケン（アートディレクター）
- 香西隆男（アニメーター・キャラクターデザイナー）
- 宮尾岳（アニメーター・漫画家）

スポーツ
- 大森輝和（陸上選手）
- 鬼ヶ島竜（プロボクサー）
- 小西健太（バレーボール選手）
- 大上正裕（バレーボール選手）
- 牧大晃（バレーボール選手）
- 池田匠見（飛込競技選手・日本代表）
- 宮武三郎（プロ野球選手）※高松商に転校
- 南川忠亮（プロ野球選手）
- 辻岡佑真（サッカー選手）

## 姉妹校
2000年11月に次の3校と姉妹校関係が締結された。
- 富山県立高岡工芸高等学校
- 石川県立工業高等学校
- 佐賀県立有田工業高等学校